# Saint-Sépulcre
Pour les articles homonymes, voir Saint-Sépulcre (homonymie).

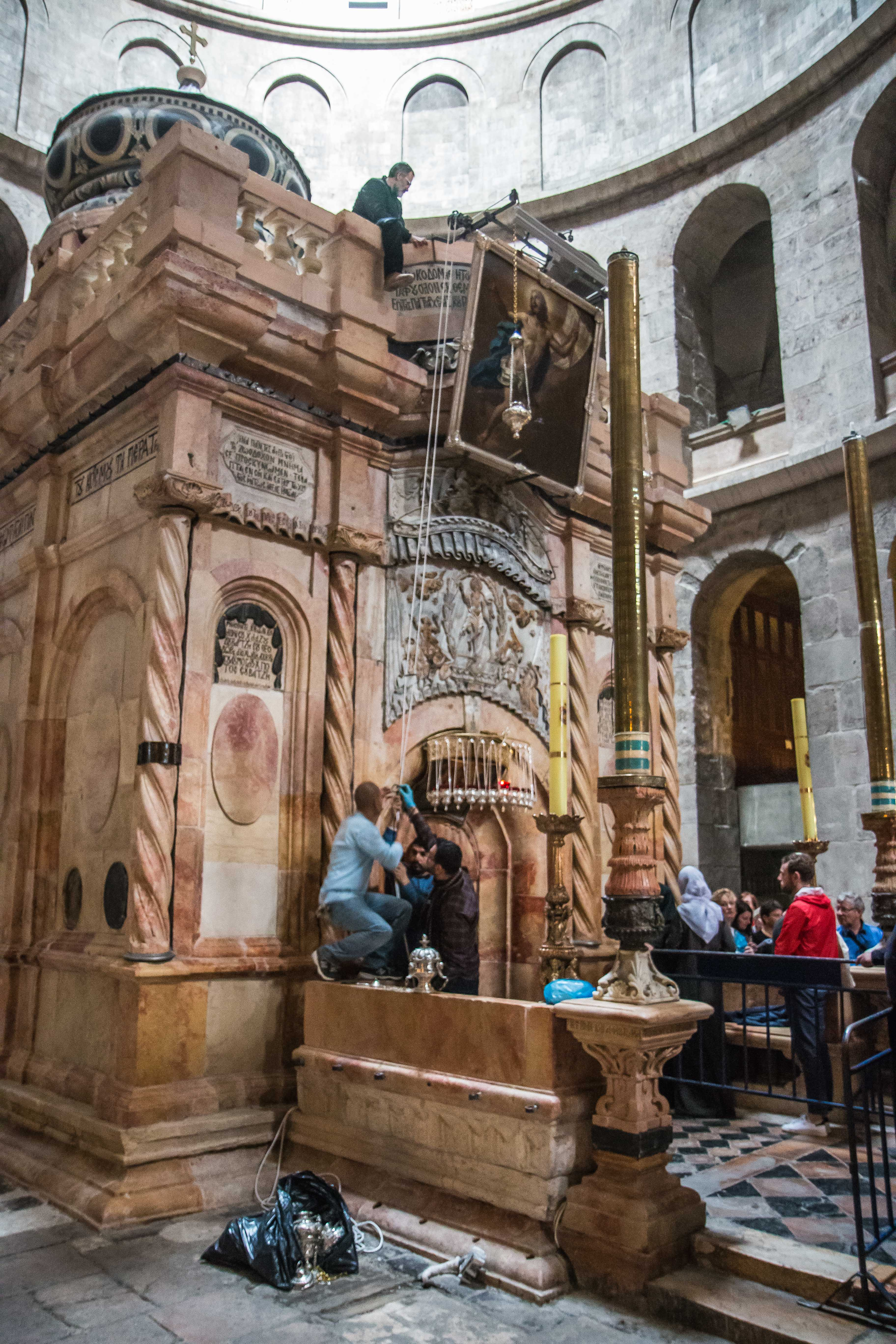
Édicule abritant le tombeau du Christ dans l'église du Saint-Sépulcre, après sa restauration de 2016.

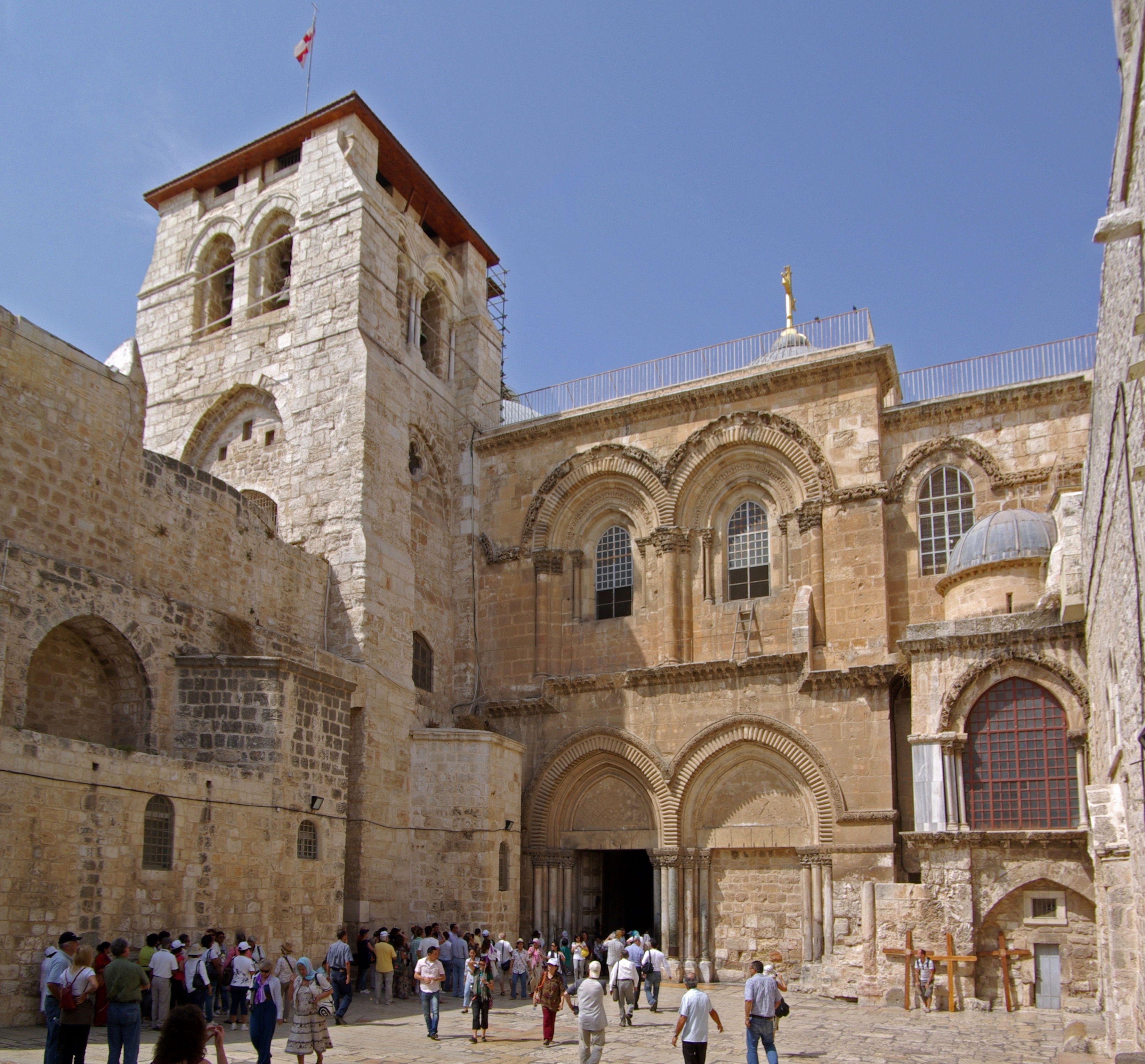
L’entrée principale de l’église du Saint-Sépulcre.

Le Saint-Sépulcre est, selon la tradition chrétienne, le tombeau du Christ, c'est-à-dire le sépulcre où le corps de Jésus de Nazareth aurait été déposé au soir de sa mort sur la Croix.
Il est maintenant placé au sein d'un édicule construit à l'intérieur de l'église du Saint-Sépulcre à Jérusalem.

## Le récit des Évangiles
La tradition chrétienne fait de ce sépulcre le lieu du tombeau de Jésus. Les Évangiles le décrivent comme neuf, fermé par une pierre roulante, non loin de jardinsd'après Jean (19:41) : « Or il y avait un jardin au lieu où il avait été crucifié, et dans ce jardin un tombeau neuf ».   
Selon l'Évangile selon Matthieu, c'est Joseph d'Arimathie qui aurait offert son propre tombeau pour Jésus.  
Les textes sont compatibles avec le modèle des tombes  en hypogée de  l'époque du Second Temple, constituée d'une chambre funéraire à hauteur d'homme avec un ou plusieurs kokha, un arcosolium (niche semi-circulaire) ou quadrosolium (niche à toit plat) surmontant un plateau faisant office de lit funéraire, ce dernier pouvant avoir à sa tête une sorte de coussinet et à ses pieds un exhaussement, probablement précédée d'un vestibule correspondant à l'antichambre où le corps du défunt était lavé, enduit d'onguents parfumés et enveloppé d'un linceul. 
Cependant, il semble vain de tenter de donner une localisation précise du tombeau de Jésus d'après les textes évangéliques. Non seulement l'emplacement exact n'est pas décrit, mais, pour le théologien Raymond Edward Brown, la péricope de la mise au tombeau dans le sépulcre de Joseph d'Arimathie est un récit à l'historicité fort douteuse et probablement un embellissement théologique,. De plus, toutes les localisations du IVe siècle des lieux associés à la vie de Jésus sont sujettes à caution.

## Histoire du Saint-Sépulcre

### L'édicule: de l'église constantinienne à aujourd'hui

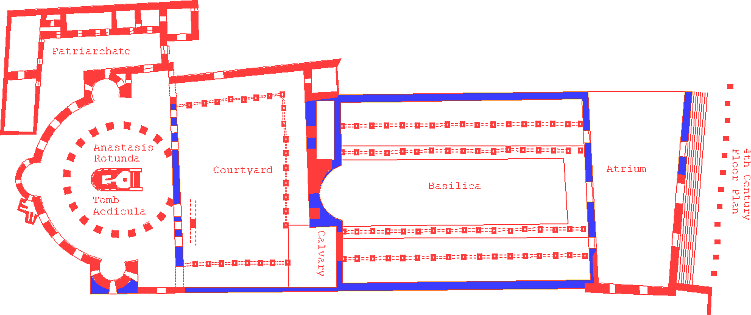
Plan au sol de la construction du IVe siècle avec l'édicule au centre de la rotonde.

Les lieux de la crucifixion et de l'ensevelissement de Jésus de Nazareth, sont probablement enfouis dans les grands travaux de réorganisation de Jérusalem après la seconde révolte juive écrasée par  Hadrien qui érige là un forum romain où se dresse un grand temple dédié à la triade Capitoline, lorsqu'il transforme Jérusalem en une cité romaine du nom de Ælia Capitolina.
Lorsque l'Empire tolère le christianisme, en 325, à la demande de l'évêque Macaire, l'empereur Constantinenvoie l'architecte Zénobie à Jérusalem, qui commence à attirer des pèlerins chrétiens. S'appuyant sur des traditions locales que rapporte Eusèbe de Césarée, il identifie un rocher sépulcral, qu'il fait araser, dégageant ainsi le tombeau supposé de Jésus de Nazareth et construit à la place un ensemble de bâtiments destinés à glorifier la mort et la résurrection du Christ,. Au centre d'une rotonde, Constantin aurait, dès le début du IVe siècle, fait construire un ciborium, édifice destiné à renfermer le tombeau, appelé en grec Kouvouklion (Kουβούκλιον ; « petit compartiment ») ou édicule (du latin : ædiculum, « petit bâtiment »). Il n'est actuellement pas possible de vérifier ce fait, même si certaines ampoules de Monza (en) représentent sur leurs faces le ciborium du Saint-Sépulcre. Dans les années qui suivent, une série de bâtiments commémoratifs dessinent un parcours à travers lequel les pèlerins se glissent dans la vie, la mort et la résurrection du Messie. La dédicace de l'ensemble (Anastasis et Martyrium) est célébrée solennellement le 13 septembre 335.
En 614, la ville est mise à sac au terme d'un siège de trois semaines par les Perses sassanides. À cette occasion, l'Anastasis et le Martyrium subissent de graves dommages et le général Schahr-Barâz emporte la Vraie Croix dans son butin.
Au Moyen Âge, le Saint-Sépulcre est le lieu de pèlerinage par excellence : une destination prestigieuse de pèlerinage pour la chrétienté occidentale. Jérusalem est alors sous domination musulmane depuis le VIIe siècle. Les musulmans réservent la basilique de la Résurrection, où se trouve le Saint-Sépulcre, au culte chrétien en prélevant un droit d'entrée lucratif auprès de chaque pèlerin, taxe qui finit par irriter ces derniers dont le nombre ne cesse de croître.
Au début du XIe siècle, en 1009, à la suite d'autres bâtiments chrétiens comme le monastère de Sainte-Catherine du mont Sinaï, la basilique de la Résurrection est détruite par le calife fatimide Al-Hakim qui, se pensant investi d'une autorité divine, persécute chrétiens, juifs et certains musulmans. À partir de 1027, les relations entre l'Empire byzantin et les califes s'améliorent, permettant un accord entre l’empereur Michel IV et le calife Al-Mustansir Billah sur la restauration des lieux saints. L’église est reconstruite grâce à des collectes à travers la chrétienté et aux donations de l’empereur byzantin. Le travail est achevé en 1048 sous Constantin IX Monomaque.
Cinquante ans plus tard, l'église de la Résurrection, si elle est en mauvais état, n'est ni spoliée ni profanée pendant les combats et le siège de la première croisade est prêchée en Europe à partir de 1095. L'édicule abritant le tombeau du Christ est remodelé, notamment par les pères franciscains Boniface de Ragusa (en) (en 1555) puis Elzearn Horn (en 1728), mais garde sensiblement le même aspect.

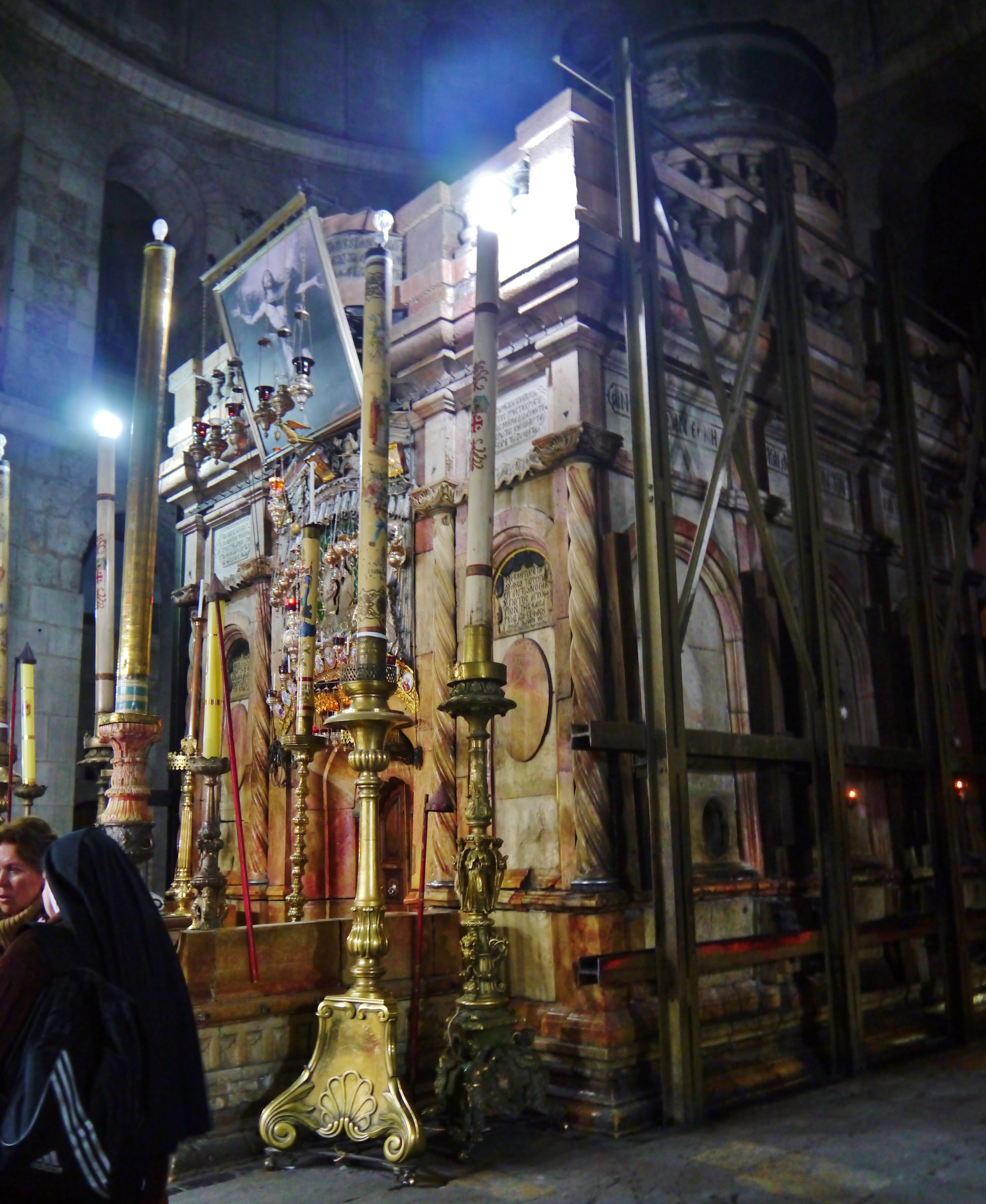
Saint-Sépulcre et son harnais de poutres d'acier mis en place en 1947 pour soutenir la structure architecturale.

La rotonde médiévale est à nouveau détruite par un incendie qui ravage le Saint-Sépulcre en 1808. L’effondrement du dôme brise les décorations extérieures de l'édicule. La Russie obtient la permission des autorités turques de réaliser la restauration au nom de l'Église orthodoxe dont les fidèles financent les travaux. La rotonde et l'extérieur de l'édicule sont donc reconstruits entre 1809 et 1810 par Nikolaos Komnenos, architecte grec natif de Mytilène, selon un style architectural ottoman baroque. « L'Édicule est couvert par un toit plat surmonté d'un dôme central de style moscovite en forme d'oignon soutenu par des colonnes. Les côtés latéraux sont décorés d’inscriptions grecques qui invitent les peuples et les nations à louer le Christ ressuscité. Derrière les chandeliers des différentes communautés, la façade de l'Édicule est entourée par des colonnes torsadées, des guirlandes, des corniches, des inscriptions, des tableaux et des lampes à huile ».
Mais les plaques de marbre rouge posées contre l'édicule par Komnenos se désolidarisent progressivement en raison de l'afflux quotidien de milliers de pèlerins et touristes, dont le souffle augmente l'humidité ambiante et altère les mortiers. De plus, l'édicule reconstruit est soumis aux intempéries à travers un oculus alors ouvert sur le ciel dans le dôme jusqu'en 1868, date à laquelle une nouvelle coupole en fer est achevée et l'oculus couvert. Derrière le Saint-Sépulcre, dans la minuscule chapelle copte qui touche l'édicule, les cierges qui se consument à quelques centimètres de l'édicule provoquent également de fortes contraintes thermiques sur le marbre et d'épais dépôts noirs et huileux. Le séisme du 11 juillet 1927 fragilise aussi l'ouvrage. S'affaissant sous son propre poids et se détachant de la structure sous-jacente, il doit être maintenu en place par une structure métallique extérieure, installée par les Britanniques en mars 1947. Cette ceinture de poutres d'acier portait l'inscription « Steel Company of Bengal ». Les Britanniques n'ont cependant pas le temps d’obtenir l’adhésion des Églises pour une restauration complête, la Guerre israélo-arabe de 1948-1949 mettant fin à leur mandat. En raison du statu quo, aucun projet n'est envisagé pour sa rénovation jusqu'en 2016.

### L'ouverture et la restauration du tombeau en 2016
À l’occasion des travaux de restauration conservative sur l’édicule débutés en mai 2016, le patriarche grec-orthodoxe de Jérusalem autorise les membres de l'université polytechnique nationale d'Athènes à contrôler l'état de la tombe afin de vérifier qu'elle est suffisamment protégée pour procéder aux injections de mortier nécessaires aux travaux. Du 26 au 28 octobre 2016, ils procèdent au retrait de la plaque de marbre, mettent au jour une autre plaque de marbre qui daterait du XIIe siècle (correspondant à l'époque des croisés comme le suggère la croix gravée sur cette dalle) puis la pierre originelle du vénéré au IVeme sciècle comme étant le tombeau. À l'image de la fenestella confessionis qui permet de vénérer les reliques, une fenêtre rectangulaire est découpée dans une plaque de marbre de revêtement de l'édicule, afin de permettre aux pèlerins d'entrevoir une partie du calcaire « meleke » dans lequel a été creusée la tombe.
Selon le magazine National Geographic, partenaire de ces recherches, la mise au jour du « lit funéraire va fournir aux chercheurs une occasion sans précédent d'étudier la surface d'origine de ce qui est considéré comme le site le plus sacré du christianisme ». L'historienne des religions Marie-Françoise Baslez avertit cependant qu'il ne faut pas s'attendre « à trouver des indices historiques sur la présence de Jésus dans la tombe » car elle « a été arasée et transformée bien des fois au cours de l’histoire ».
Le montant des travaux de réhabilitation (pierres démontées, numérotées, nettoyées, remontées et fixées avec des vis en titane, fresques à l'intérieur et peintures sur bois du dôme restaurées, structure métallique qui soutenait l'édicule retirée) est estimé à trois millions et demi d’euros. Le tombeau restauré est rouvert au public le 22 mars 2017 ; une cérémonie œcuménique marque la fin du chantier.

## Description du tombeau

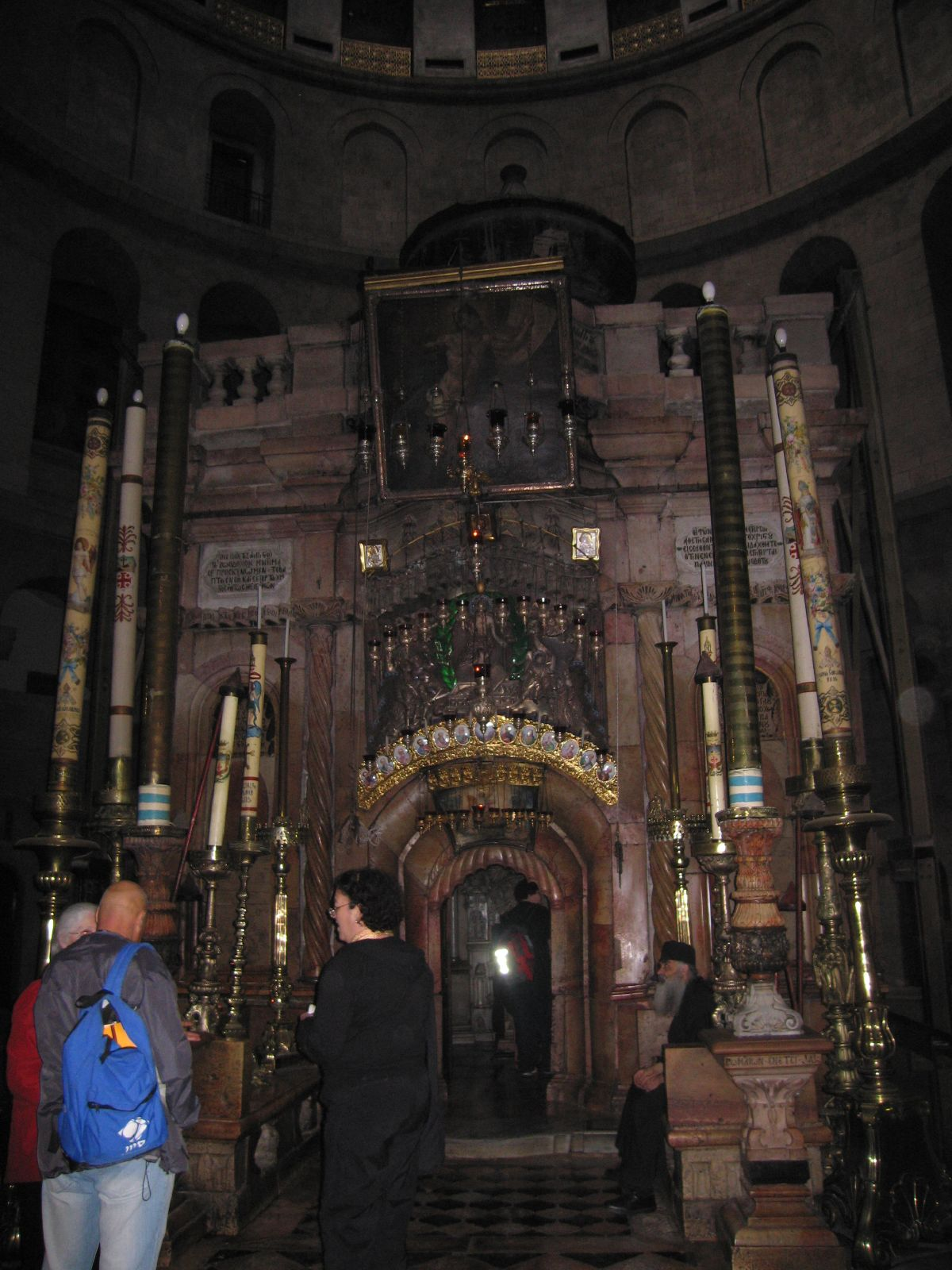
Pope grec orthodoxe en soutane et chapeau noirs gardant l'entrée de l'édicule.

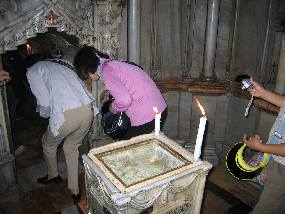
Entrée dans la chambre du Sépulcre par la chapelle de l’ange avec au centre la pierre sur laquelle l’ange était assis.

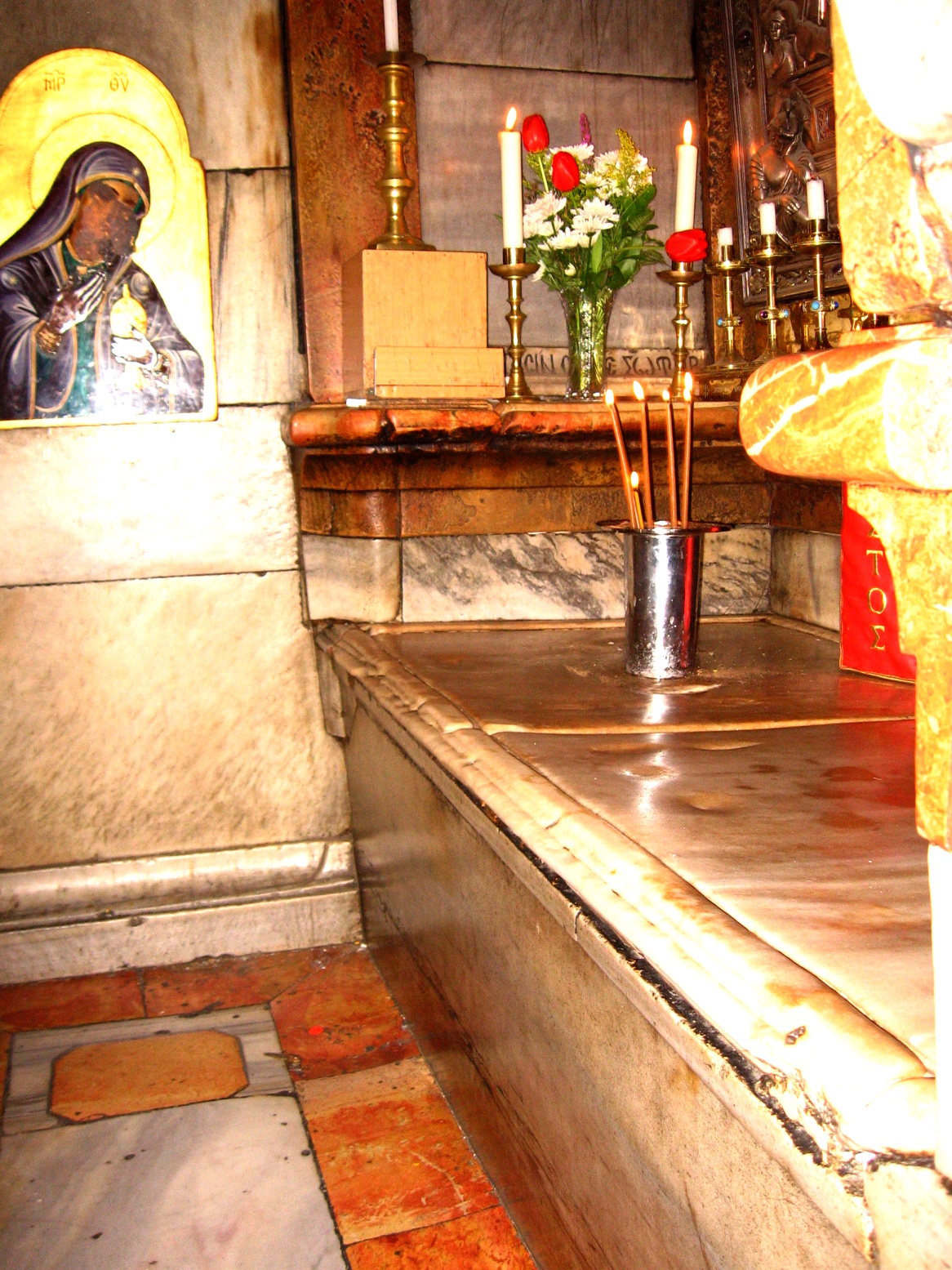
La chambre du Sépulcre avec le banc funéraire recouvert d'une plaque de marbre depuis au moins 1555.

Au centre de la Rotonde se trouve l'édicule qui a pour dimensions 8,25 mètres de long, 5 mètres de large et 5 mètres de haut. Ses parois latérales, ornées de seize pilastres, supportent une petite terrasse à balustrade en colonnettes, surmontée d'une petite coupole en oignon.
L'entrée de l'édicule est précédée de grands cierges plantés dans des candélabres de bronze et d'argent et sa façade est ornée d'une peinture du Christ (scène de la Résurrection, tableau de Paolo de Matteis) cachée en partie derrière un rideau de lampes à huile. Cette entrée est gardée par un prêtre grec orthodoxe, le statu quo reconnaissant de facto la prééminence, toujours actuelle, du Patriarcat orthodoxe sur les autres communautés. Devant l'afflux de personnes, la visite est très réglementée : file d'attente, timing assuré par un factionnaire qui presse les visiteurs et pèlerins à avancer, le prêtre pouvant aller jusqu'à réclamer des offrandes. Le tombeau du Christ, couvert d'ex-votos et à la voûte percée (l'orifice a pour fonction d'évacuer la fumée des lampes, des cierges et de l'encens) et ornée de lampes éternelles suspendues, comprend deux pièces successives, comme dans les sépultures juives de gens aisés de l'époque du Second Temple :
- La chapelle de l’ange, vestibule de 3,5 mètres de long et quatre mètres de large[35] où selon la tradition se tenait l’ange de l'Annonciation de la Résurrection[note 1]. Cette pièce correspondant peut-être à une antichambre où le corps était préparé (lavé, parfumé, embaumé), est ornée de panneaux sculptés en marbre blanc alternés par des colonnes et des piliers. Elle n'est pas creusée dans la roche naturelle mais est entièrement maçonnée, l'antichambre originale ayant déjà été détruite du temps de Constantin, qui pensait créer un espace en face de la chambre funéraire sans murs et entouré de balustrades[36]. Entre les deux salles basses, une porte en marbre blanc, ornée d'un bas-relief de la Résurrection, symbolise l'entrée de la chambre funéraire scellée la pierre roulée[note 2] par Joseph d'Arimathie à l'entrée du sépulcre[37].

- La chambre du Sépulcre, chapelle du tombeau proprement dite, est taillée dans la pierre « meleke » pour ses murs nord et sud, ses murs est et ouest étant bâtis[36]. La pièce est recouverte par des plaques de marbre blanc et des piliers de marbre rouge. Du plafond ouvert sur la coupole sont suspendues 43 lampes votives appartenant aux différentes communautés qui gardent le tombeau. La chambre contient dans sa partie nord (à droite) un arcosolium avec une table de pierre posée à 60 cm au-dessus du pavé[note 3] sur laquelle aurait été déposé le corps du Christ. Sur la plaque de marbre, est posé un vase rempli de bougies qui marque l'emplacement de sa tête, comme le relatent les voyageurs en Terre sainte dès le XIXe siècle[38]. Le mur au-dessus de la dalle est orné d'ex-votos, peintures encadrées et bas-reliefs incrustés d'argent représentant le triomphe du Christ Ressuscité qui sort du Sépulcre[39].

## Authenticité du tombeau

### Récits antiques
Suivant les récits d'Eusèbe de Césarée, hagiographe de l'empereur Constantin, et de Socrate le Scolastique, écrivain du Ve siècle, l'endroit aurait déjà été considéré comme le lieu de la crucifixion et de sépulture de Jésus de Nazareth avant les fouilles et la construction d'une église (la première datant de 335) entreprise par Constantin. La communauté se serait toujours souvenue du lieu, même lorsque le site fut recouvert par le temple d'Hadrien. En réalité, aucun lieu de culte chrétien, pas même le Golgotha, n'est historiquement attesté à Jérusalem avant le IVe siècle. La redécouverte « miraculeuse » du sépulcre par sainte Hélène suggère cependant l'existence d'une tradition ancienne fermement conservée par la communauté chrétienne de Jérusalem concernant l'emplacement approximatif du tombeau de Jésus.
Eusèbe de Césarée insiste en particulier sur la découverte du tombeau : « Il est offert à tous ceux qui viennent pour en être les témoins visuels, une preuve claire et visible du miracle dont ce lieu a été la scène ». La construction de l'édicule, qui a subi plusieurs destructions et ravages, est en peau d'oignon : une couche historique sur l’autre et la dernière les couvrant toutes. D'où l'hypothèse de l'archéologue Martin Biddle (en) de l’université d'Oxford, que si l'édicule marque l'emplacement du tombeau, cette « preuve claire et visible » pourrait être celle de pèlerins chrétiens qui ont pu y inscrire, avant la construction du temple romain, un graffiti du type « c'est le Tombeau du Christ » (à l'instar des graffiti chrétiens anciens toujours visibles dans les catacombes de Rome).

### Discussions sur l'authenticité

#### XIXesiècle
À partir du XIXe siècle, un certain nombre d'érudits contestèrent le fait que le Saint-Sépulcre puisse être le site réel de la crucifixion de Jésus et de son inhumation. Ils soutinrent que l'église se situant à l'intérieur des murailles ne pouvait être le lieu de ces événements que les textes bibliques (par ex. He 13,12) placent à l'extérieur des murs.
En 1883, le général Charles Gordon identifia un tombeau dans une paroi rocheuse d’une région cultivée, à l'extérieur des murs. Il le considéra comme le site le plus probable de l'ensevelissement de Jésus. Il suggéra ainsi le jardin de la Tombe, situé au nord du Saint-Sépulcre dans les environs de la porte de Damas et datant de la période de l'Empire byzantin. Cela correspondrait à la description de Jean (19:41) : « Or il y avait un jardin au lieu où il avait été crucifié, et dans ce jardin un tombeau neuf ». Cette hypothèse est aujourd'hui écartée.
Dans le jardin, on peut trouver un rocher escarpé qui contient deux grandes cavités qui ressemblent étrangement à des yeux de tête de mort.

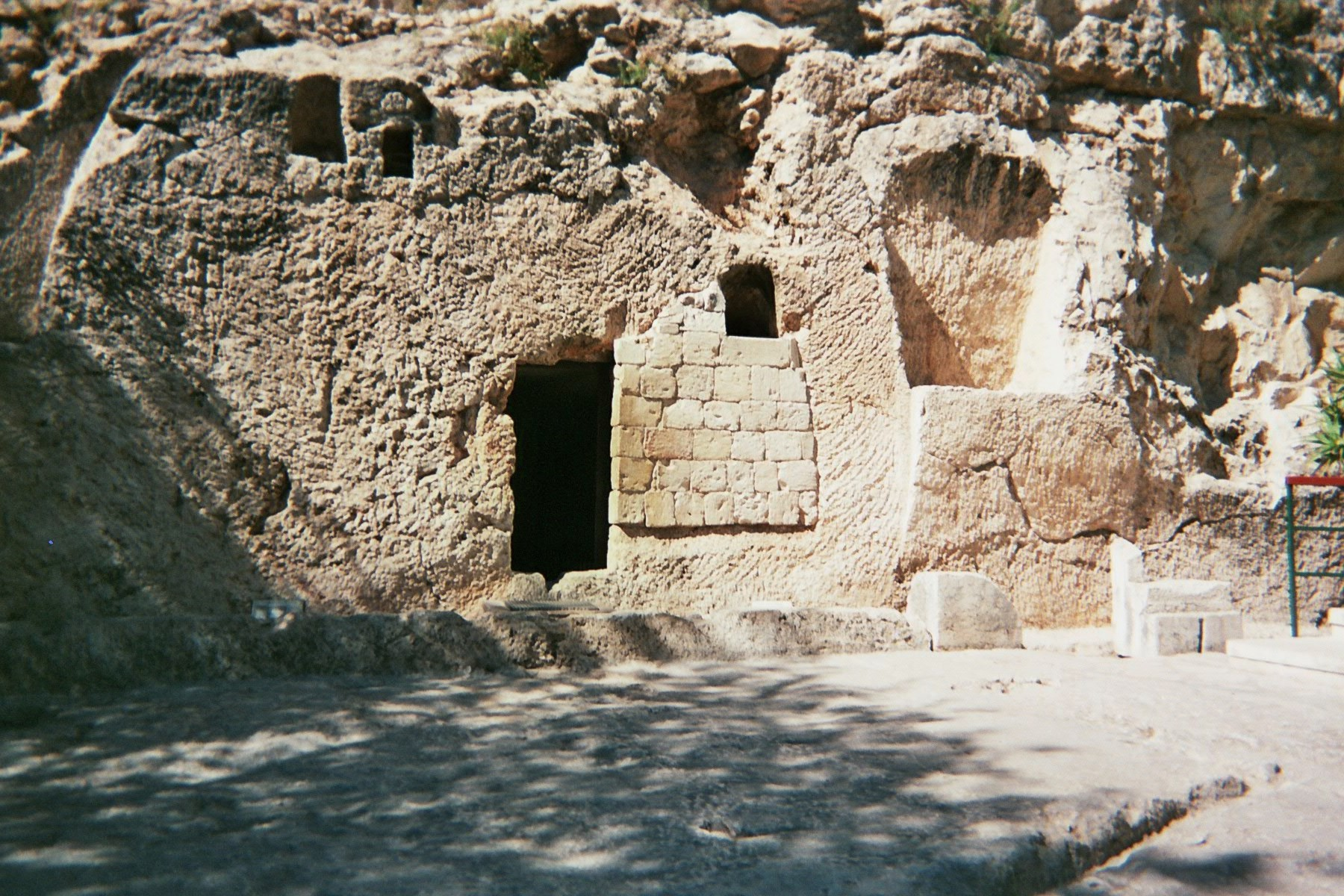
La tombe du jardin (extérieur).

Ce lieu est habituellement appelé le jardin de la Tombe afin de le distinguer du Saint-Sépulcre. Il reste toujours un lieu de pèlerinage (habituellement pour les protestants) pour ceux qui doutent de l'authenticité de l'Anastasis ou bien pour ceux qui n'ont pas la permission de se recueillir dans l'église.
Pour répondre à l'objection, les partisans de la localisation de la tombe au Saint Sépulcre allèguent trois extensions de la ville au « nord » selon les archéologues, qui auraient donné lieu à autant de remparts successifs. Trois enceintes étaient d'ailleurs encore visibles en l'an 70 selon Flavius Josèphe qui les décrit avec précision. Le premier rempart, construit par le roi Ézéchias, à la fin du VIIIe siècle av. J.-C., et le second, construit par les Asmonéens dans la deuxième moitié du IIe siècle av. J.-C., attesteraient une localisation du site du Saint-Sépulcre au temps de Jésus à l'extérieur de ces remparts. Ce n'est que le troisième, postérieurement étendu par Hérode Agrippa Ier en 41-44, qui aurait inclus le site du tombeau et probablement les jardins environnants évoqués dans le Nouveau Testament.

#### XXesiècle
Contrairement aux débats enflammés du XIXe siècle, la controverse sur l'authenticité de ce lieu intervient peu dans les débats académiques au XXe siècle, les chercheurs et historiens se penchant plus sur l'élaboration et l'interprétation de strates de traditions orales ou écrites au sujet du tombeau de Jésus.
Martin Biddle explique que les chercheurs opèrent un décentrement de la question du tombeau de Jésus vers celle du tombeau du Christ, rappelant qu'il est « presque inconcevable que l'archéologie puisse jeter toute la lumière sur la vie et la mort d'un personnage relativement insignifiant en Palestine au Ier siècle ».

## Répliques

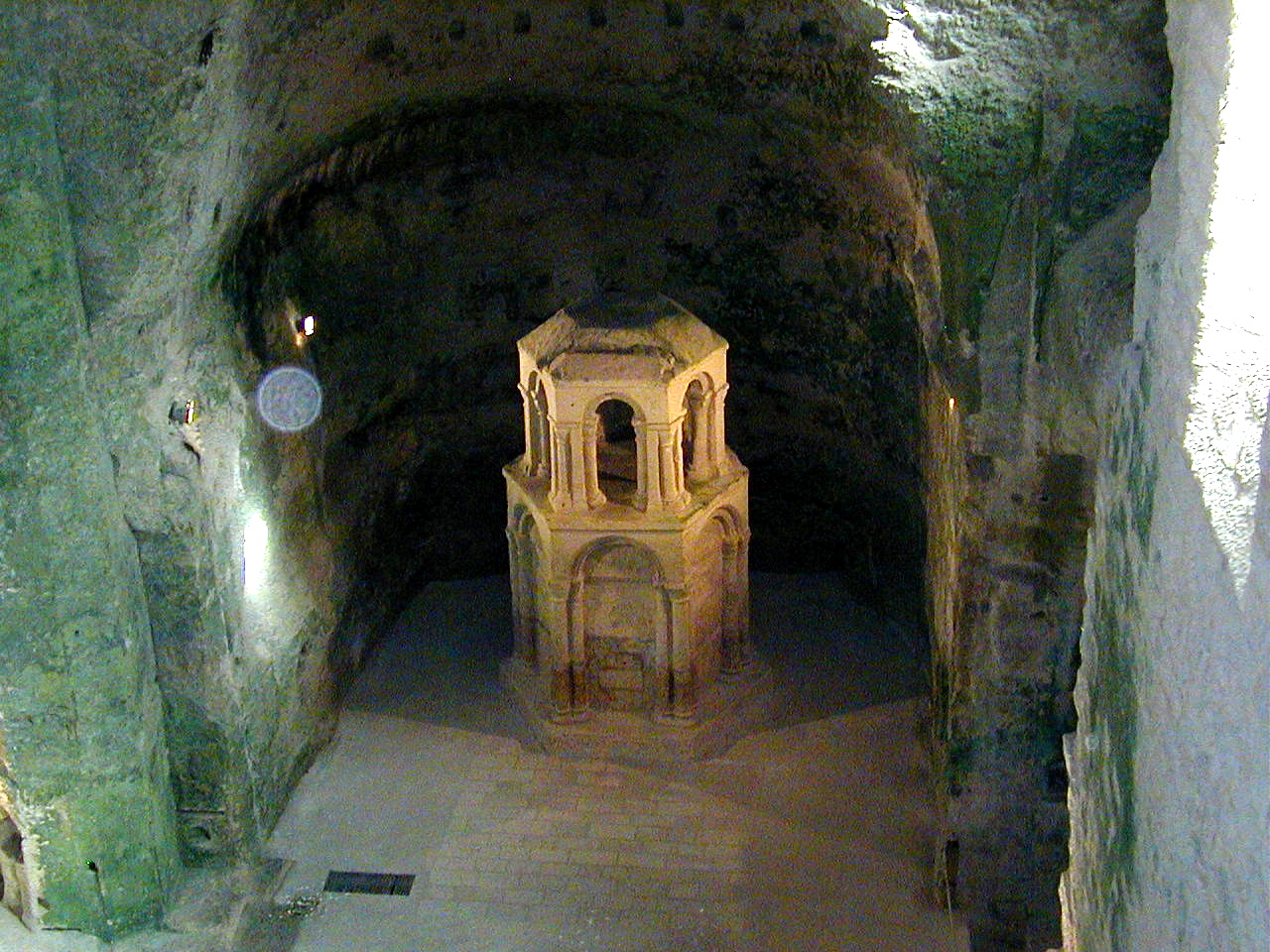
Reliquaire monolithe de l'église d'Aubeterre-sur-Dronne.

Il existe de nombreuses répliques de l'église du Saint-Sépulcre de Jérusalem comme du Saint-Sépulcre lui-même. En France on les trouve à Lanleff (XIe siècle), à Neuvy-Saint-Sépulchre (1045), à Toulouse (vers 1090), à Charroux (1047), à Quimperlé (vers 1100), à Saint-Léonard-de-Noblat (XIe siècle), à l'église du Saint-Sépulcre de Villeneuve d'Aveyron ou dans l'église d'Aubeterre (XIIe siècle), à Romans-sur-Isère (1516), dans le parc de la basilique Notre-Dame-du-Chêne de Vion (1896) ou à Angers (seule réplique grandeur nature du tombeau en France). Ces copies sont plus ou moins fidèles à l'original.En Belgique on en trouve une à Bruges, en Russie l'église du grand monastère de la Nouvelle Jérusalem.
L'Anastasis, association nationale des Saint-Sépulcres français, a entrepris de recenser les répliques et mémoriaux du Saint-Sépulcre en France, afin de les faire connaître et de remettre en valeur leur destination spirituelle.

## Bâtiments annexes
Autour de l'église elle-même se déploient de nombreux bâtiments annexes, mélanges de différentes époques et reflets des usages liturgiques et de la multiplicité des communautés chrétiennes qui y vivent.
Un vaste cloître situé à l'est du chevet fut construit par les croisés, encadrant la chapelle de sainte Hélène. Il était destiné à accueillir les espaces d'habitation du patriarche latin et des chanoines desservant l'église. Il est aujourd'hui en partie muré et ruiné, divisé en deux pour séparer les coptes et les abyssins qui y vivent, mais quelques vestiges sculptés originaux du milieu du XIIe siècle demeurent encore visibles.